# 对文化大革命的评价
本页面列出有明确记载的对中华人民共和国文化大革命的评价。

## 中国共产党及政府官方

### 文化大革命时期
在文革进行中以及华国锋时期，中国共产党官方对文革的评价偏向正面，但也有刘少奇、邓小平、彭真等高层干部表示反对。
- 1967年，在《红旗》杂志第1期发表的姚文元的《评反革命两面派周扬》一文中，毛泽东加写了一段文字，“无产阶级文化大革命是触及人们灵魂的大革命。它触动到人们根本的政治立场，触动到人们世界观的最深处，触动到每个人走过的道路和将要走的道路，触动到整个中国革命的历史。这是人类从未经历过的最伟大的革命变革，它将锻炼出整整一代坚强的共产主义者。”[2] 1968年4月，《人民日报》公布了毛泽东最新指示：“无产阶级文化大革命，实质上是在社会主义条件下，无产阶级反对资产阶级和一切剥削阶级的政治大革命，是中国共产党及其领导下的广大革命人民群众和国民党反动派长期斗争的继续，是无产阶级和资产阶级阶级斗争的继续。”[3]

### 文化大革命结束后
1976年10月的怀仁堂政变象征着文化大革命的结束，华国锋上台后，一方面“揭批四人帮”，另一方面仍在肯定文化大革命。
- 1977年8月，华国锋在中共十一大上报告：“鉴于苏联复辟资本主义的历史教训和我国资本主义复辟的现实危险，毛主席以无与伦比的伟大革命气魄，亲自发动和领导了无产阶级专政历史上没有前例的无产阶级文化大革命。经过这场政治大革命，我们党取得了第九次、第十次、第十一次重大路线斗争的胜利，粉碎了刘少奇、林彪、“四人帮”三个资产阶级司令部，在反复争夺中夺回了被他们窃取的那一部分权力，使我国的无产阶级专政空前巩固，为毛主席的革命路线全面地、正确地贯彻落实扫清了道路。经过这场政治大革命，我们党取得了直接依靠亿万人民群众战胜党内走资派的丰富经验，广大干部和群众经受了严峻的考验和锻炼，大大提高了阶级斗争和路线斗争的觉悟，提高了识别政治是非和政治骗子的能力，他们在反对‘四人帮’的艰巨复杂的斗争中表现出来的觉悟性和识别力，就是最生动的证明。经过这场政治大革命，马克思主义、列宁主义、毛泽东思想大为普及，毛主席关于无产阶级专政下继续革命的伟大理论在伟大实践中得到了丰富和发展，更加深刻地为广大干部和群众所掌握。在世界上，我国这次无产阶级文化大革命，为国际共产主义运动反修防修，巩固无产阶级专政，防止资本主义复辟，提供了新鲜经验，大大增强了全世界无产阶级为社会主义和共产主义而斗争的胜利信心。毫无疑问，我国这次无产阶级文化大革命，必将作为无产阶级专政历史上的伟大创举而载入史册，随着历史的前进，越发显示它的灿烂光辉。”

1978年底，邓小平时代起，中共将文革定性为「给党、国家和各族人民带来严重灾难的内乱」，并批评毛泽东「错误发动」文革。之后不同的中共领导人都以「灾难」、「错误」、「历史悲剧」等负面词汇形容文革。
- 1979年，叶剑英在庆祝中华人民共和国成立三十周年大会上的讲话中指出：“发动文化大革命的时候，对党内和国内的形势作了违反实际的估计，对什么是修正主义没有作出准确的解释，并且离开了民主集中制的原则，采取了错误的斗争方针和方法。阴谋家野心家林彪、‘四人帮’之流出于他们的反革命目的，利用这个错误，把它推向极端，制造和推行了一条极左路线。他们实行‘打倒一切，全面内战’，篡党夺权，阴谋政变，企图从根本上毁灭我们的社会主义制度，颠覆无产阶级专政，摧毁共产党的领导，篡改马列主义、毛泽东思想，把全国重新投入人民所厌恶的国家分裂和混乱的局面，投入血腥的恐怖之中。他们进行的长达十年的反革命大破坏，使我国人民遭到一场大灾难，使我国社会主义事业受到建国以来最严重的挫折”[4]。叶剑英的国庆讲话实质上是《关于建国以来党的若干历史问题的决议》的纲要。

- 1980年，意大利知名记者奥里亚娜·法拉奇在北京对邓小平进行了专访，当问到文革是否是一场内战时，邓小平认为[5][6]：还能说不是吗？人民分裂成两派，互相杀戮，又因为老干部给打倒了，那些自称“造反派”的人便更形猖獗，像林彪和四人帮那一伙。啊，许多人在那场战斗中死了。当问到文革造成了多少人的死亡时，邓小平指出[5][6]：很难估计，因为有种种不同的死因，况且中国又那样大。不过，请听着，这么多的人死去，就算不计当时发生的其他悲剧，单是死亡人数就足以说明文革的错误。......我可总结地说，毛主席的过错是政治性的过错，这样讲并不减低他所犯过失的严重性，更不能说是为这些错误有所辩护；可是，讲到政治过错是一回事，讲到林彪或者四人帮的罪行却是另外一回事。是的，毛主席的确纵容了林彪和四人帮，他们利用他的政治过错来篡夺权力......

- 自从1981年6月27日中共十一届六中全会通过《关于建国以来党的若干历史问题的决议》后，中国官方始终对于文化大革命采取否定的态度。其长期正式的说法是，文化大革命是“由领导者（指毛泽东）错误发动，被反革命集团（指林彪集团和四人帮集团）利用，给党、国家和各族人民带来严重灾难的内乱”，并指出毛泽东应为“这一全局性的、长时间的左倾严重错误”负相當责任。文革爆发原因主要是两个方面：一方面，毛泽东对国内的基本国情和发展阶段作出了错误的判断，对当时的阶级斗争形势作出了极端的估计；另一方面，由于毛泽东对中国新民主主义革命和社会主义改造的伟大功绩，使他的声望达到高峰，成为人民心目中的「伟大领袖」，在这一背景下，社會主義的精神受到嚴重打擊與背叛[7][8]。
- 2002年，中共中央党校党的建设部张志明：「文革结束以来，一直有种很权威的观点，认为如果没有文化大革命，如果中共一直沿着八大确立的路线走下去，中国社会就会顺利实现现代化、实现富强民主文明的社会进步目标。我个人认为，这一结论要想成立，至少要有一个大的前提条件，那就是当时中共主要领导人必须在“以苏为鉴”的反思中，在认识上真正超越苏联社会主义模式，即在经济体制方面，必须改变高度集中的计划经济体制为市场经济体制；在政治体制方面，必须改变高度集权的政治体制模式为法治模式。事实是，当时中共主要领导人对斯大林错误的反思仅仅限于思想方法、工作方法和工作作风层面，不仅没有怀疑到苏联模式的合理性，不仅没有触及到制度层面，而且对南斯拉夫领导人铁托关于斯大林的错误是制度问题的观点还进行了批驳。」[9]

- 2009年，新华社发表评论，认为文化大革命不是也不可能是任何意义上的革命或社会进步。在社会主义条件下，进行“一个阶级推翻一个阶级”的政治大革命，既没有经济基础，也没有政治基础。文化大革命这样严重的错误，使中国的社会主义事业走了大的弯路。 如果没有文化大革命，中国的社会主义事业会取得大得多的成就[10]。
- 2012年，温家宝在卸任國務院總理前最後一次兩會記者會上說：「随着经济的发展，又产生了分配不公、诚信缺失、贪污腐败等问题。我深知解决这些问题，不仅要进行经济体制改革，而且要进行政治体制改革，特别是党和国家领导制度的改革。现在改革到了攻坚阶段，没有政治体制改革的成功，经济体制改革不可能进行到底，已经取得的成果还有可能得而复失，社会上新产生的问题也不能从根本上得到解决，文化大革命这样的历史悲剧还有可能重新发生。」[11][12]
- 2018年，中国官方出版的初中八下历史教科书大大淡化了文革对国家的负面影响和毛泽东的责任，引起外界关注中共对文革的定性是否有改变[13][14]。而2019年9月27日，新华社在一篇慶祝中華人民共和國成立70週年回顧該國歷史的文章中繼續將文化大革命定性為“內亂”[10]。不过2019年版的高中历史教科书恢复了一部分原来的定性，并提到「……结束了『文化大革命』这场灾难。实践证明，『文化大革命』不是任何意义上的革命或社会进步。」[15] 2020年版则完全恢复了40年前官方对于文革彻底的否定，用词非常严苛：「实践证明，『文化大革命』不是任何意义上的革命或社会进步，而是一场领导者错误发动，被反革命集团利用，给党、国家和各族人民带来严重灾难的内乱。」「『文化大革命』的理论和实践都是错误的。」[15][16]
- 2021年11月11日，中共十九届六中全会通过《中共中央关于党的百年奋斗重大成就和历史经验的决议》，其中指出：“遗憾的是，党的八大形成的正确路线未能完全坚持下去，先后出现“大跃进”运动、人民公社化运动等错误，反右派斗争也被严重扩大化。面对当时严峻复杂的外部环境，党极为关注社会主义政权巩固，为此进行了多方面努力。然而，毛泽东同志在关于社会主义社会阶级斗争的理论和实践上的错误发展得越来越严重，党中央未能及时纠正这些错误。毛泽东同志对当时我国阶级形势以及党和国家政治状况作出完全错误的估计，发动和领导了“文化大革命”，林彪、江青两个反革命集团利用毛泽东同志的错误，进行了大量祸国殃民的罪恶活动，酿成十年内乱，使党、国家、人民遭到新中国成立以来最严重的挫折和损失，教训极其惨痛。一九七六年十月，中央政治局执行党和人民的意志，毅然粉碎了“四人帮”，结束了“文化大革命”这场灾难。”[17]
- 2023年12月26日，中共中央总书记习近平在纪念毛泽东同志诞辰130周年座谈会上的讲话中称：“不能否认，毛泽东同志在社会主义建设道路的探索中走过弯路，特别是发动和领导‘文化大革命’这个严重错误”[18]。但在新华社报道中没有提及毛泽东的错误[19]。

## 中国大陆人士

### 正面评价
- 曾任中共中央政治局常委、中华人民共和国国务院副总理的“四人帮”成员之一张春桥认为，文化大革命虽然失败，但是人民群众还是得到了教育，“文化大革命是毛主席对人民群众的一次无产阶级专政条件下继续革命的启蒙教育，一次实验，又一次巴黎公社。”他认为如果按照当时计划的路往前走，老百姓的生活也会好很多，社会总是要进步的，他们也要发展生产的，“抓革命促生产嘛，并不只是邓小平要发展生产”，而且他们计划的是共同富裕的道路，而不是让一部分人先富起来。其女儿张维维表示：“邓小平把这些都全面抹杀了，什么都不承认了，说一切都崩溃了，这是不公平的。”[20]
- 曾任文革时期上海市革委会常委的朱永嘉认为：“毛泽东经常思考的是如何防止苏联这种修正主义在中国重演，所以才有放手让群众起来揭露我们的阴暗面，让群众来鉴定和检验我们党的各级领导，特别是中高级领导干部的状态。但是通过批判资产阶级反动路线这场群众运动的结果是打倒一切，伤害了许多领导干部，文革结束以后势必出现反复，通过文革并没有达到如何建立自下而上监督各级领导之制度的目的。且不管其成败，这个问题迄今仍是值得我们思考的一个尚未根本解决的问题。”[21]
- 造反派人士、曾任重庆市革命委员会副主任的黄廉认为：“在我看来，毛主席敢于发动文化大革命，敢于暴露共产党当权之后的种种阴暗面，是他对中国人民、中国共产党和中国人民解放军有着无比的信任，否则绝对不敢发动群众对走资派进行如此深刻和全面的揭露，文革是把一切共产党掌权后的消极面和社会矛盾，特别是把当权派的真面目，统统都暴露在光天化日之下了。这是全球国际共产主义运动中间最大胆、最辉煌、最有魄力的篇章，除了毛主席之外，没有任何执政者敢于动这样的手术。”[22]
- 历史学家高默波：“在精英们制造的历史中，文化大革命是十年浩劫，经济到了崩溃的边缘。可对高家村的农民来说，‘文革’却是毛泽东时代的黄金时期。‘文革’是教育的最好时期，因为正是在这时高家村第一次办起了一至三年级的小学。于是这个村历史上第一次全部学龄儿童入学。‘文革’时也是卫生的最好时期之一，因为赤脚医生制度使农民看病方便且便宜。”[23]
- 一些学者和亲历者认为，文革在诸多方面实现了有益的突破，比如“四大”体现了无产阶级专政下的大民主，当时的教育路线和课程实现了知识分子与劳动实践、与工农兵的结合[24]、推动了教育公平[25][26][27]，破四旧以及“批林批孔”运动打倒了束缚劳动人民思想的旧道德旧文化等。

### 负面评价
- 1971年，林彪之子林立果的亲信新野，在《五七一工程纪要》中描述文革期间的现状：“十多年来，国民经济停滞不前”，“群众和基层干部、部队中下干部实际生活水平下降，不满情绪日益增长。敢怒不敢言。甚至不敢怒不敢言”，“统治集团内部上层很腐败、昏庸无能”，“当前他们的继续革命论实质是托洛茨基的不断革命论”，“他们的社会主义实质是社会法西斯主义”，“他们把中国的国家机器变成一种互相残杀，互相倾轧的绞肉机式的”，“把党内和国家政治生活变成封建专制独裁式家长制生活”。[28]
- 在文革结束后不久，中国便出现了以《班主任》、《伤痕》等为代表的“伤痕文学”以及“反思文学”的流行，二者在“新启蒙运动”大背景下进行创作，代表了当时社会上对于文革暴露批判的潮流[29]。著名作家巴金在从1978年开始撰写的《随想录》等出版物中，对于文革也进行了反思，在《巴金自传》中他提道，“人人自危，只求活命，为了保全自己，不惜出卖别人，出卖一切美好的事物。那种日子。那种生活。那种人与人之间的关系。真是一片黑暗，就像在地狱里服刑。...... 当时大家都像发了疯一样，看见一个熟人从高楼跳下，毫无同情，反而开会批斗，高呼口号，用恶毒的言词攻击死者。”[30] 巴金等人此后不断地倡议建立“文革博物馆”，认为“我们谁都有责任让子子孙孙，世时代代牢记十年惨痛的教训。‘不让历史重演’，不应当只是一句空话”[31][32]。
- 历史老师袁腾飞评价毛泽东时代（特别是文革时代）称：“谁想杀人就可以杀人，人人都可以杀人，所以20世纪最黑暗的一幕，真的就是发生在我们生活的这片国土上，并不遥远，结束了刚刚40多年，我们很多人都忘掉了。还有人高呼万岁，这是很可怕的。”[33]
- 2013年，中国大陆官方的人民网、中华网以及腾讯网等媒体转载《中国青年报》张鸣的文章，该文章认为，“在20世纪的人类历史中，任何国家，有过我们这样的文革吗？唯一可以比拟的，就是德国的纳粹时代。然而，迄今为止，我们却连个像样的历史回顾、像样的反思都没有”、“不反思文革的社会，也许还是一个食人部落。这样的部落，无论人们的外表多么光鲜，采用多么现代化的文明果实，终究还是没有人性的食人部落。经历了文革，国人没有反思，就走不出食人部落，人人就都可能食人，人人也都可能被食。”[34][35]
- 2013年，中国“杂交水稻之父”袁隆平在接受《人物》杂志采访时说：“刚刚日子好了一点。1959年、1960年、1961年三年困难时期，过了1962年开始好转，还没几年，1966年文化大革命又搞得乱七八糟，又把知识分子搞倒一批。国家命运前途。这么一个伟大的国家，这么一个文明古国，搞得这么乱七八糟。”[36]
- 历史学家秦晖反对纯粹用毛泽东的理想主义来解释文革，他认为，“而毛泽东有什么样的‘乌托邦’思想，我们并不清楚（他自比“马克思加秦始皇”，但马克思的理想与秦始皇的理想却不可同日而语，我们不知道他离何者更近），但他为此既可以‘牺牲左派’也可以‘牺牲右派’，既可以用‘造反派’去迫害‘走资派’，更可以让‘走资派’去屠杀‘造反派’，亦即他为搞自己的乌托邦是不择手段的，而且首先是为谋求‘不择手段地搞乌托邦’所需要的无限权力而不择手段。这就是文革，以及很多同类灾难的根源。”[37][38]
- 2019年，历史学家章立凡认为：“文革就是政治和经济的双重灾难。如果说（把所有胆敢提出批评意见的知识分子一网打尽的）‘反右’应该说是一个政治灾难，然后‘大跃进’是一个经济灾难，当然大跃进的后果就是大饥荒了，‘文革’是叠加的，就是政治和经济灾难迭加的，而且是持续时间非常长的一个灾难，法治荡然无存，基本的人权得不到保障。这些我觉得是最根本的问题。”[39]

## 世界各地人士
- 1966年10月，中华民国领导人蒋中正（蒋介石）在《告中共党人书》中表示：「殊不知自從三十年代以來，經過了大陸這十七年的所謂無產階級革命總路線、大躍進、人民公社、三面紅旗的鬥爭失敗之後，到了今天，所謂『馬列主義』，就變成了『毛澤東主義』；所謂『階級鬥爭』就變成了毛澤東在黨內排除異己，互相傾軋的權力鬥爭；所謂『社會革命』，就變成了殘害人民、斫喪民族、荼毒社會的毛澤東思想的『文化大革命』。」[40][41]「它自己亦就揭開了它『馬列主義』的外衣，暴露出它黃巢、李闖、流寇和晚清義和團拳匪的本來面目與野蠻手段，抹煞了你們共產黨內『行政』的和『軍隊』的組織，撤銷了你們『宣傳』的『文化』的和『教育』的系統，根本上乃是要摧毀中國文化，掃除知識分子，破壞現代文明，並想以其『人民戰爭』的法寶，來統制亞洲和世界人類，效法其二十年前希特勒的所為，這就是它毛澤東『文化大革命』和『紅衛兵造反』的本質與作用。」[40][41]《蒋介石评传》中也记载他的评价“权力斗争是真，其余都是假的。”[42]
- 1966年10月，恩維爾·霍查在阿尔巴尼亚劳动党中央委员会全体会议上发表题为《关于无产阶级文化大革命的初步思考》的讲话，对文化大革命进行了全面否定。他表示，“对毛泽东的崇拜以一种造作和肉麻的方式到达了顶峰”，“你有这样一种印象，即中国和世界文化中的一切旧的东西都应该被毫无歧视地拒绝，而一种新的文化，即他们所说的无产阶级文化，应该被创造出来”，并认为“我们很难把‘红卫兵’正在进行的革命叫做无产阶级文化革命。标志可以由市级机关撤除，敌人可以而且应该依法被专政机关抓走，如果敌人进入党委，可以通过党的渠道予以清除。或者这么说，即使我们的中国同志必须武装工人，攻击各地的党委，但是这也不应该由孩子来做”[43]。
- 1960年代末、1970年代初，前苏联领导人赫鲁晓夫在其回忆录中提道，“我在电视上看过中国人自己摄制的一部影片，里面的人像一群白痴一样以枯燥无味的调门一遍又一遍地念诵着毛泽东的语录。看到人类尊严被践踏到如此地步，我简直要呕吐。...... 我在收音机里曾听到有个外科医生如何在做手术之前被迫念一些愚蠢的毛的语录。在20世纪的今天，人类的足迹已经踏上了月球表面，怎么可能一个国家还会相信巫医和不可思议的怪诞偶像呢？中国人真的相信毛具有超自然的力量，外科医生只要记住毛的话就能治好病人吗？依我看，毛的身上并没有什么超自然的东西。他把整个国家搞得天翻地覆。...... 依我看，所谓‘文化革命’根本不是什么革命，而是一场矛头指向中国人民和中国党的反革命。”[44]
- 1960年代末，时任新加坡总理李光耀在与美国总统尼克松交谈时，回应尼克松对文革的疑问：“毛泽东要改造中国。正如中国第一位皇帝秦始皇焚书坑儒，要彻底消灭过去一样，毛泽东也要擦去旧中国，描绘一幅新中国。然而毛泽东却试图在瓷砖镶嵌著的旧中国画面上画画，雨水一来，毛所描绘的画面就会被冲走，镶嵌在瓷砖上的旧画面又会重新浮现。毛泽东只有一生一世，没有时间也没有力量足以抹掉4000多年的中国历史、传统、文学和文化。哪怕所有书籍都烧光，俗语、谚语还是会继续活在人民的记忆中。他注定要失败。”[45][46]